# مندي بنت السلطان عجبنا
مندى بت السلطان عجبنا، هي محاربة سودانية، تمثل الأميرة مندى إحدى رائدات البطولة والنضال في الربع الأول من القرن العشرين ضد المستعمر البريطاني وتصديها الباسل للقوات التي هاجمت منطقتها ومنعت عنهم مصادر الماء وقتلت شباب وثوار المنطقة وخلد لها على أثر ذلك أجمل واقوى مارش عسكري وبرزت بطولتها في حماية منطقتهم التي تقع بالقرب من مدينة الدلنج بجبال النوبة.

## النشأة والميلاد
والدها السلطان عجبنا بن أروجا بن سبا، السلطان الثالث عشر لمنطقة الأما (النيمانغ) بالقرب من مدينة الدلنج.
توفيت في الكلاكله ولاية الخرطوم الحالية في أواخر عام 1984م.

## حياتها
اتخذ السلطان عجبنا منطقة الأما (النيمانغ) مسرحا لعملياته الحربية، فخاض مع رجاله الأشاوس ومن خلفهم الأميرة المناضلة مندي التي كانت تقاتل وهي تحمل طفلها الرضيع على ظهرها، جنباً إلى جنب مع فرسان القبائل، معارك ضارية شرسة ضد الإنجليز، الأمر الذي أثار حفيظة الحكومة الإنجليزية فيما بعد فحاولت إخضاع منطقة النيمانغ لسيطرتها وتوالت حملاتها إليها.
ضربت مندي المثل في الشجاعة والاستبسال  في العام 1908م وذلك عندما دخلت قوات المستعمر إلى منطقة الفوس ودخلت في معركة ضارية ضد الزعيم دار جول وفشل المستعمر في إخضاعه فوضعا اتفاقاً بإيقاف الحرب على أن يدفع دارجول تعويضاً للإنجليز ولكن لم يستسلم مقاتلو قبيلة النيمانغ ولم يخضعوا، مما اضطر الإنجليز إلى شن حملات ضارية لتقضي على السلطان عجبنا.
وعدم تنفيذ تعليمات الإنجليز من مقاتلي اليمانغ دفع بالأخيرين إلى التفكير الجدي لشن حملات وتوجيه ضربات خاطفة قاضية علي السلطان عجبنا.
وفي العام 1917 قام مفتش مركز الدلنج الإنجليزي هتون بحملات على منطقتي  تندية وكرمتي،  ولكن إنتصر عليه أبناء المنطقتين وتوفي المفتش على مضارب منطقة كرمتي على يد أحد أبناؤها الذين كانوا يرابطون في اتجاه جبل حجر السلطان وبذلك كانت نهاية تلك الحملة التي فشلت في إبادة ثوار وأبناء تلك المناطق.
تلك النهاية لمفتش الإنجليز أغضبت السلطات مما حداها إلى إعداد حملة كبيرة ليكون شهر نوفمبر من العام 1917 بمثابة الجولة الثانية ضد السلطان عجبنا بعدة وعتاد ضخمين.
تكونت الحملة من 31 ضابطاً بريطانياً 150 من الضباط السودانيين والمصريين ومايقارب 2857 جندياً وعدد ضخم من الأسلحة النارية ب8 مدافع و18 مدفعاً رشاشاً وعدد من البنادق كل تلك العدة والعتاد كانت تحت إمرة المقدم سميث L.K .SMITH
تمرد النيمانج وثاروا ضد البريطانيين، وقتلوا (هتون) مفتش مركز الدلنج في كمين بالقرب من منطقة حجر السلطان ثارت السلطات البريطانية وجهزت جيشا للثأر لمقتل (هتون) وزودوه العدة والعتاد وقاده المقدم (سميث) وامم به صوب جبال النوبة لقتال الثوار وتاديبهم وبدأت المعركة ورغم تفوق آلة الحرب البريطانية الا ان الثوار بقيادة السلطان (عجبنا) قاتلوهم قتالا ضارى لا هوادة فيه أحكم الجيش البريطانى قبضته على المنطقة وضرب الحصار حول ثوار النيمانج..
ضرب الإنجليز حصارا علي السلطان عجبنا من ثلاث مناطق منطقة ولال-منطقة كلامو-منطقة النتل وبهذا الحصار المحكم عُزل السلطان عجبنا وجيشه عن مصادر المياه المتمثلة في آبار (كوديلو بونغ) في منطقة (سلارا).
ساء وضع الثوار جدا وتأزم ولاحت بوادر الهزيمة ولكنهم رفضوا الإستسلام. وصلت الأنباء إلى القبيلة عن سوء الوضع في أرض المعركة، وعرفت (مندى) فقررت إرسال التعزيزات والدعم لوالدها، وصممت على الذهاب لتحارب إلى جانب والدها. ربطت طفلها في ظهرها وحملت بندقيتها، حاول الكثيرون ثنى عزمها ولكنها لم تتراجع عن قرارها، وضربت (البُخسة) في الأرض دليلا على عزمها وإصرارها كما في ثقافة النيمانج، فضرب البخسة بالارض هو دليل على عدم التراجع والإصرار على فعل الشئ وصلت التعزيزات إلى الثوار والهب قدوم مندى الحماس بين الصفوف المقاتلين، وبدأوا القتال بروح جديدة قتال أشد شراسة وعنف.
و مندى بين الصفوف تقاتل في شجاعة نادرة لم يوقفها مقتل طفلها على ظهرها برصاص العدو بل زادها إصرار. كانت بجانب القتال تعمل على تضميد الجراح ورفع الروح المعنوية والطبخ للمقاتلين كانت معركة شرف وكرامة فداء للارض والعرض، قتل فيها من قتل من أبناء النيمانج، تعطرت الأرض بدمائهم الزكية هُزم الثوار وأُسر السلطان عجبنا وصديقه كلكون وتم إعدامهم شنقا في الدلنج صبيحة يوم 27/12/1917 إستسلم الثوار بعد إعدام قائدهم الروحى والعسكرى وعادت مندى ومن تبقى إلى القبيلة بعد أن ضربوا مثالا نادرا في الشجاعة والفداء لتخلدهم أغاني القبيلة.
ومن منطقة النتل تحركت 3 وحدات لمحاصرة السلطان عجبنا
من ثلاثة مواقع
- منطقة ولال، الواقعة بين منطقة ككرة وحجر السلطان، بقيادة الرائد فان ديلو.
- منطقة جبل كلامو، الواقعة بين الفوس وحجر السلطان، بقيادة الرائد جرهام.
- منطقة النتل، بقيادة الرائد وثنقتون ويلمر.

وبهذه الكتائب الثلاثة أطبق الحصار على السلطان عجبنا الذي تضرر جداً من ذلك الحصار الذي أغلق الطرق إلى مصادر المياه خاصة آبار كوديلو بونق التي يعتمدون عليها كثيراً في حياتهم، لم تقف ولم تلن عزيمة السلطان عجبنا وقواته الثائرة الذي قاوموا وضربوا مثلاً في البسالة إلى أن حمى الوطيس للدرجة التي أدت إلى فك الحصار المضروب حولهم.
حينها وصلت المعلومات إلى أبنته الأميرة مندي عن الحصار المضروب على مصادر المياه في منطقتهم، إضافة إلى انخفاض الروح المعنوية لجيش والدها، وفور سماع مندي لهذا الخبر ذهبت على وجه السرعة حاملة بندقيتها قاصدة موقع القتال، ولم تلن من المحاولات التي تدعو إلى أثنائها بحجة مخاطر الطريق ووضع جيش والدها الذي كان  ماضيٍ إلى زوال قريب.

## موقف الأميرة مندي
وصلت مندي أرض المعركة وما أن شاهدها أبطال القبيلة حتى تعالت صيحاتهم فاندفعت مندي إلي الصفوف الأمامية تقاتل بضراوة وتغني بأعلى صوتها تشجع فرسان القبيلة والذين أعادت لهم مندي الروح المعنوية في المساء عندما يهدأ القتال ويركن الفرسان للراحة كانت تواصل سندها لهم بتضميد الجراح والمشاركة في صنع الطعام. إنتهت إحدى تلك الأيام بمصرع طفلها وهو على ظهرها من رصاصة العدو ولكن هذا أيضاً لم يلن عزمها.

### السلطان عجبنا أسيراً
بل وولم تقف حمى الوطيس عند ذلك الحد بل وقع السلطان عجبنا وصديقه كيلكون وفي يوم 27/12/1917 تم الحكم عليهما بالإعدام شنقاً وتنتهي المعركة بأسر والدها السلطان عجبنا ويتم إعدامه شنقا على شجرة بمدينة الدلنج
حيث أثبت الاثنان معاً موقفاً بطولياً رائعاً إذ قابلا الموت بشجاعة ورباط جأش، وبذلك كانت معركة العام1917م من أشرس المعارك التي قادها النوبة ضد المستعمر من أجل حماية تراب الوطن. وخلدا ملحمة غنائية رائعة يتغني بها الصغار والكبار. في فبراير 1917 استسلم بقية المقاتلين بعد أن تم إعدام قيادتهم الروحية والعسكرية التي كانت تمثل نضال جيل اختط على صفحات التاريخ ملحمة رائعة أعطت المستعمر درساً لن ينساه أبد التاريخ.
وعادت الأميرة مندي وبقية الثوار من الناجين إلى ديار القبيلة تكلل هاماتهم فيوض الفخر بسبب المواقف المشرفة تحت قيادة أميرتهم وقائدتهم «مندي» التي صارت مآثر بطولتها من بعد، أهزوجة حلوة تتناقلها الأجيال المختلفة وتتغنى بها، بل صارت المقطوعة الموسيقية المصاحبة لتلك الأهزوجة، ألا وهي مقطوعة «مندي»، واحداً من أروع «المارشات» للقوات المسلحة السودانية منذ ذلك التاريخ وحتى يوم الناس هذا.

### المارش العسكري
في هذه المعركة حازت الأميرة مندي على أعجاب فرسان القبيلة لشجاعتها واقدامها، وخلدوها من خلال الأغاني الشعبية التي يرددها أهل المنطقة وقبائل الدلنج، حيث تم اعتماد أغنية مندي الشعبية وتسجيلها مارشا عسكريا بفرقة موسيقى دفاع السودان لرفع الروح المعنوبة للجنود والمقاتلين بالقوات المسلحة تلك المعزوفة الأكثر شهرة.

## روابط خارجية
- اغاني الثورة السودانية- مندي